# Lamioideae
Lamioideae — підродина квіткових рослин родини глухокропивові (Lamiaceae). Підродина містить 63 роди з приблизно 1260 видами. Це трав'янисті рослини і чагарники, що поширені, в основному, в Євразії та Африці.

## Класифікація
Підродина поділяється на 10 триб:
- Gomphostemmateae
- Lamieae
- Leonureae
- Leucadeae
- Marrubieae
- Paraphlomideae
- Phlomideae
- Pogostemoneae
- Stachydeae
- Synandreae